# Otome wa boku ni koishiteru
Vous lisez un « bon article » labellisé en 2017.
Otome wa boku ni koishiteru (処女はお姉さまに恋してる), également connu sous le nom d'Otoboku (おとボク), est un visual novel de type eroge développé et édité au Japon par Caramel Box le 28 janvier 2005 sur PC (Windows). Le jeu est ensuite adapté sur PlayStation 2 et PlayStation Portable, sans contenu pour adultes. La version Windows est éditée en anglais par MangaGamer en 2012. L'histoire relate la vie de Mizuho Miyanokouji, un lycéen androgyne transféré dans une école pour filles selon les dernières volontés de son grand-père.
Le gameplay d’Otoboku est non linéaire et offre des scénarios prédéterminés, qui se concentrent sur l’intérêt que portent les six personnages principaux féminins au personnage joueur. Le jeu se classe au second rang des ventes de jeux bishōjo PC lors de sa sortie au Japon, puis intègre plusieurs fois dans le top 50 des ventes. Caramel Box édite deux fan disc en 2005 et 2007, respectivement Caramel Box Yarukibako et Caramel Box Yarukibako 2, qui permettent de compléter l'histoire d'Otoboku. Une suite d’Otoboku intitulée Otome wa boku ni koishiteru: Futari no Elder, est éditée le 30 juin 2010 sur PC. Cette suite est également adaptée sur PlayStation Portable sans son contenu réservé aux adultes. Elle reprend le contexte de son aîné, mais intègre un personnage différent nommé Chihaya Kisakinomiya.
Une adaptation en manga d’Otoboku est publiée par ASCII Media Works dans le Monthly Comic Dengeki Daioh. Sa suite, Futari no Elder, est également adaptée et publiée par Kadokawa Shoten dans Monthly Comp Ace. Des périodiques de bande dessinée, des light novel et des livres d'artiste sont également publiés, ainsi que des séries radiophoniques et plusieurs albums de musique. Un anime de douze épisodes, produit par feel., est diffusé au Japon entre octobre et décembre 2006, ainsi qu'un OAV diffusé en avril 2007. Une adaptation en OVA de trois épisodes de Futari no Elder produite par Silver Link est éditée entre août et octobre 2012.

## Trame

### Cadre

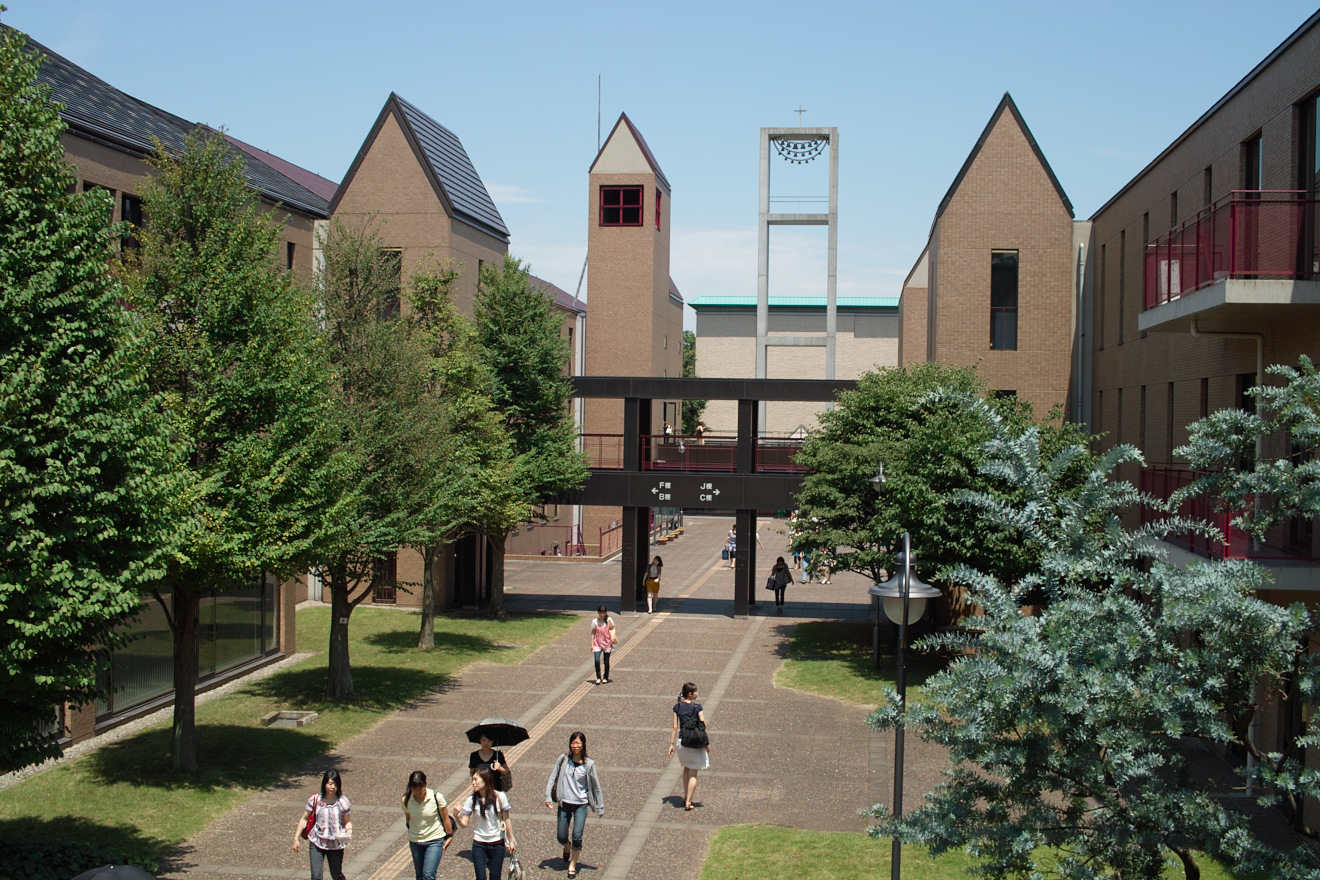
Université Keisen, une université privée pour femme située à Tama (Tokyo).

La majorité de l'histoire se déroule dans l'école privée pour filles appelée Seio Girls' Academy ou Seio Jogakuin Christian Education, fondée en 1886 par les ancêtres de Mizuho. Seio est d'abord nommé Keisen Girls' Academy (恵泉女学院, Keisen Jogakuin) dans la version originale pour Windows, le drama CD du visual novel et pour le fan disc Caramel Box Yarukibako. Le nom étant identique à celui d'une école existant réellement, il est modifié en Seio Girls' Academy (聖應女学院, Seiō Jogakuin, 聖応女学院) dans toutes les œuvres postérieures au 24 mars 2006, ce qui inclut la version PlayStation 2, les versions DVD pour Windows, Caramel Box Yarukibako Fukkoku-ban et l'anime.
Le second lieu où prennent place les événements se déroulant dans le jeu est le dortoir Sakura-yakata (櫻館), dans lequel Mizuho, Mariya, Yukari et Kana vivent. Il y a quatre autres anciens dortoirs nommés Tsubaki-yakata, Enoki-yakata, Hisagi-yakata et Hiiragi-yakata.
L’œuvre met beaucoup en valeur le système hiérarchique senpai et kōhai, qui est profondément ancré dans la société japonaise. En effet, les lycéennes votent pour désigner une senpai qu'elles considéreront comme un modèle à suivre, une grande sœur (Onee-sama) qui montre l'exemple.

### Personnages principaux
Le joueur incarne le personnage de Mizuho Miyanokouji, le protagoniste d'Otome wa boku ni koishiteru. C'est un lycéen gentil de troisième année qui se fait passer pour une fille dans une école non mixte, dans laquelle il est transféré à cause du testament de son grand-père. Il passe son temps avec de nombreuses lycéennes, dont certaines vivent dans le même dortoir que lui. Durant sa scolarité, il va les aider à résoudre leurs problèmes. Sa cousine germaine et amie d'enfance Mariya Mikado fréquente la même école que lui et l'aide dans son travestissement. Elle a une personnalité fougueuse avec du caractère. Elle a été un soutien pour Mizuho par le passé. Mizuho rencontre une camarade de classe nommée Shion Jujo, qui a un comportement détaché et mystérieux. Elle se rend vite compte que Mizuho est en réalité un garçon, mais ne le dit à personne. L'année précédente, elle a dû être hospitalisée peu après son élection en tant qu'aînée à cause d'une maladie.
Yukari Kamioka est une lycéenne énergique de première année qui fait partie du même dortoir. Elle est dans l'équipe de course à pied avec Mariya, qui est son Onee-sama (お姉さま). Elle a peu confiance en ses capacités sportives. Une autre première année, Kana Suoin, habitant également dans le dortoir, rencontre le protagoniste le jour où il emménage. Peu après, Mizuho devient son Onee-sama. Kana qui admire énormément Mizuho, va être heureuse de l'aider comme elle peut, par exemple en lui préparant du thé chaque soir. Ichiko Takashima est un fantôme hyperactif qui réside dans la chambre du protagoniste. Elle parle très vite quand elle est excitée. Elle affirme que Mizuho ressemble beaucoup à l'aînée de son époque, qu'elle admirait et aimait, aînée qui s'avère être la mère décédée de Mizuho. La présidente du conseil des élèves à Seio est Takako Itsukushima, qui a tendance à avoir une personnalité sérieuse.

### Histoire
Otome wa boku ni koishiteru relate l'histoire du personnage principal Mizuho Miyanokouji, un lycéen androgyne,,. Après la mort de son grand-père, la lecture de son testament indique qu'il désire que son petit-fils soit transféré dans la Seio Girls' Academy,, l'école fondée par ses ancêtres et où sa propre mère a étudié. Respectant cette volonté, Mizuho se travestit afin de l'intégrer. Au départ, seul la directrice, le professeur principal Hisako Kajiura et Mariya Mikado connaissent son secret ; Shion Jujo et Ichiko Takashima finissent aussi par le découvrir. Mizuho est très populaire auprès des autres lycéennes, qui discutent souvent sur sa beauté, sa gentillesse et son athlétisme. Cette popularité effrénée augmente au point qu'il est nommé, contre sa volonté, à se joindre à l'élection des aînées. À cause de cela, la présidente en cours du conseil des élèves, Takako Itsukushima, s'oppose à Mizuho.
L'élection des aînées est une vieille tradition dans l'école : en juin, l'une des lycéennes est élue par ses pairs pour être l'aînée, vue comme la « grande sœur » numéro un de l'école. Jusqu'à l'obtention de son diplôme, elle est désignée par ses pairs en tant qu'Onee-sama. Pour devenir une aînée, la candidate doit obtenir au moins 75 % des votes. Si aucune des candidates n'obtient au moins 75 % au premier tour du scrutin, l'une des candidates remet ses votes à une autre candidate, puis celle qui obtient finalement au moins 75 % des votes devient l'aînée. Si personne n'atteint ce seuil, la présidente du conseil des élèves de l'année en cours devient l'aînée. Dans Otoboku, Mizuho obtient 82 % des voix dès le premier tour, devenant ainsi la 72e aînée de l'histoire de l'école. Dans les mois suivants, Mizuho est confronté à la responsabilité induite par ce statut et tente d'aider au mieux les autres personnages tout en gardant sa véritable identité secrète.

## Système de jeu
| Épisode      | CD         | DVD | Yarukibako1 | Yarukibako 22 | PS2/PSP3 + (ordre) |
| ------------ | ---------- | --- | --- | --- | --- |
| Épisode I    | X          | X | | | X (V) |
| Épisode II   | X          | X | | | |
| Épisode III  | X          | X | | | X (VI) |
| Épisode IV   | X          | X | | | |
| Épisode V    | X4         | X5 | X | | X (IV) |
| Épisode VI   |            | | X | | X (I) |
| Épisode VII  | X6         | | X | | X (III) |
| Épisode VIII |            | X5 | X | | X (II) |
| Épisode IX   | Voir note7 | Voir note7 | Voir note7 | Voir note7 | Voir note7 |
| Épisode X    |            | | | X | |
| Épisode XI   |            | | | X | |
| Spécial      |            | | X | | |
| Notes        | Notes      | 1 - Caramel Box Yarukibako Fukkoku-ban 2 - Caramel Box Yarukibako 2 3 - Les numéros des épisodes sont différents. 4 - Présent dans le disque bonus spécial pour les précommandes 5 - Fusionné dans un chemin spécifique 6 - Présent dans le magazine Tech Gian (février et mars 2005) 7 - L'épisode IX n'a jamais été édité. | 1 - Caramel Box Yarukibako Fukkoku-ban 2 - Caramel Box Yarukibako 2 3 - Les numéros des épisodes sont différents. 4 - Présent dans le disque bonus spécial pour les précommandes 5 - Fusionné dans un chemin spécifique 6 - Présent dans le magazine Tech Gian (février et mars 2005) 7 - L'épisode IX n'a jamais été édité. | 1 - Caramel Box Yarukibako Fukkoku-ban 2 - Caramel Box Yarukibako 2 3 - Les numéros des épisodes sont différents. 4 - Présent dans le disque bonus spécial pour les précommandes 5 - Fusionné dans un chemin spécifique 6 - Présent dans le magazine Tech Gian (février et mars 2005) 7 - L'épisode IX n'a jamais été édité. | 1 - Caramel Box Yarukibako Fukkoku-ban 2 - Caramel Box Yarukibako 2 3 - Les numéros des épisodes sont différents. 4 - Présent dans le disque bonus spécial pour les précommandes 5 - Fusionné dans un chemin spécifique 6 - Présent dans le magazine Tech Gian (février et mars 2005) 7 - L'épisode IX n'a jamais été édité. |

Otome wa boku ni koishiteru est un visual novel de type eroge (c'est-à-dire un jeu vidéo à caractère érotique), dans lequel le joueur incarne le rôle de Mizuho Miyanokouji. Le jeu ne propose que très peu d'interactions avec le joueur, car le gameplay consiste principalement à lire le texte apparaissant à l'écran, qui retranscrit aussi bien la narration, que les dialogues des personnages.
La version standard sur PC est non censurée, et intègre des infographies représentant des relations sexuelles entre Mizuho et la fille choisie. Dans l'adaptation sur PlayStation 2 et PlayStation Portable, le gameplay est modifié, et le contenu à caractère sexuel est retiré. Dans ces versions, il n'existe aucune preuve que des rapports physiques ont réellement lieu entre les élèves.
Le joueur peut s'engager dans six chemins différents, un pour chacune des héroïnes de l'histoire. Parfois, le joueur doit choisir parmi plusieurs options, ce qui interrompt la progression du texte jusqu'à ce qu'un choix soit effectué. Pour connaître l'intégralité de l'intrigue, le joueur doit rejouer et faire d'autres choix afin de prendre un autre chemin et ainsi obtenir une autre fin. Chaque scénario est divisé en huit épisodes, ainsi qu'un épisode intermède et un épilogue. À la fin d'un épisode, une annonce du prochain épisode apparaît et montre des extraits du prochain épisode. Chaque épisode se déroule pendant une durée d'un mois, comprise entre juin et mars du premier épisode jusqu'à l'épilogue. L'intermède est placé entre le deuxième et le troisième épisode. Ces épisodes constituent des divisions du jeu, à l’instar des actes pour les pièces de théâtre. Contrairement aux niveaux dans un jeu vidéo, ces épisodes ne constituent pas des étapes à franchir afin que le joueur puisse progresser dans le jeu.
En outre, il existe dix épisodes annexes additionnels et un épisode annexe spécial. Les versions CD et DVD Windows contiennent quatre épisodes annexes, le fan disc Caramel Box Yarukibako comprend quatre épisodes annexes ainsi qu'un épisode spécial, et Caramel Box Yarukibako 2 contient deux épisodes annexes. La version PlayStation 2 compte six épisodes annexes, cependant l'ordre dans lequel ils apparaissent est différent.

## Développement
Otome wa boku ni koishiteru est le quatrième visual novel développé par Caramel Box. Le scénario est écrit par Aya Takaya, et c'est la première fois qu'il participe au développement d'un jeu de Caramel Box. La direction artistique et la conception des personnages sont réalisées par Norita, qui participait auparavant en tant qu'artiste à la première parution de Caramel Box intitulée Blue. Les illustrations super déformées d'Otoboku sont dessinées par Yoda, l'illustrateur de jeu. La musique est composée par l'équipe de musique Zizz Studio.
Le titre original utilise le kanji 処女 (shojo) qui signifie « vierge », mais qui est très proche du mot signifiant « jeune fille », shōjo. Les créateurs ont ajouté un furigana en indice, afin d'indiquer qu'il faut lire otome (« jeune fille »). En outre, un furigana est ajouté au-dessus de お姉さま (onee-sama) pour indiquer qu'il faut lire boku. Malgré les différents kanjis, la lecture officielle est Otome wa boku ni koishiteru. Quand le jeu est adapté sur PlayStation 2, il est renommé en (乙女はお姉さまに恋してる) avec la même prononciation Otome wa boku ni koishiteru, qui utilise le vrai kanji pour otome (乙女). Ce dernier nom est conservé pour les adaptations en mangas et animes,.

## Commercialisation
Une démo gratuite d’Otome wa boku ni koishiteru est téléchargeable gratuitement sur le site internet officiel du jeu. Le jeu est mis en vente en tant que jeu pour adulte le 28 janvier 2005 en version limitée jouable sur les ordinateurs PC (Windows) sous la forme de deux disques CD-ROM,. L'édition limitée est accompagnée d'un livre d'histoire spécial intitulé Tsunderera. L'édition régulière est éditée le 18 février 2005, et un lot choisi de cette version contient un autocollant en édition limitée. Une nouvelle version entièrement doublée à la voix parait le 28 avril 2006 sur DVD. Une deuxième mise à jour compatible avec Windows Vista/7 est éditée le 27 mai 2011. La version d'Otoboku traduite en anglais pour Windows fait l'objet d'une distribution numérique par MangaGamer le 23 novembre 2012,.
Caramel Box édite un fan disc d'Otoboku le 24 juin 2005 dans une collection nommée Caramel Box Yarukibako, qui contient des scénarios additionnels permettant de poursuivre l'histoire du visual novel original ; le fan disc est vendu avec une petite figurine. La collection est redistribuée sous le titre Caramel Box Yarukibako Fukkoku-ban le 26 janvier 2007. Un second fan disc intitulé Caramel Box Yarukibako 2 est édité le 19 octobre 2007, qui contient encore des scénarios supplémentaires. Alchemist sort une adaptation pour PlayStation 2 le 29 décembre 2005 alors qu'elle était initialement prévue en novembre dans laquelle le contenu pour adulte du jeu est supprimé. Des scénarios additionnels écrits par Kiichi Kanō sont également inclus dans la version PS2. Une version pour adulte présentant seulement le scénario de Sion et jouable sur les appareils iOS est éditée en six volumes entre le 29 mars et le 4 juin 2010,,. Une version PlayStation Portable intitulée Otome wa Boku ni Koishiteru Portable est mise en vente le 29 avril 2010 par Alchemist,.

## Accueil
La version PC pour Windows en édition limitée d’Otome wa boku ni koishiteru se place au deuxième rang des ventes de jeux vidéo bishōjo au Japon, dans un classement sur cinquante. Elle se maintient à la quatrième place durant les deux semaines qui suivent. La version standard sur ce même système d'exploitation se hisse au sixième rang du classement et y figure pendant un mois et demi jusqu'à la mi-avril 2005. Cette édition refait son entrée au classement en mai 2005, en obtenant les 38e et 49e places. La version Windows parue sur support DVD s'invite au treizième rang et en ressort au classement suivant. Cette dernière fait deux fois son retour dans le classement au cours du mois suivant, notamment à la 43e et à la 33e place. De mai à juin 2010, Otoboku se place au troisième rang des précommandes de jeux PC au Japon. La version PlayStation 2 obtient la 458e place lors des Famitsu Awards 2005.
Face à la popularité du jeu, Alchemist collabore avec l'équipe d'Otoboku afin d'éditer un contenu téléchargeable pour le jeu Gal-Gun, comprenant les uniformes de l'école ainsi que le ruban rose porté par Kana.
Otome wa Boku ni Koishiteru est l'un des jeux qui ont rendu le genre otokonoko célèbre.

## Postérité

### Suite

#### Futari no Elder
Une suite d’Otoboku intitulée Otome wa boku ni koishiteru: Futari no Elder (処女はお姉さまに恋してる ～2人のエルダー～) est éditée en tant que jeu pour adulte le 30 juin 2010 en édition limitée, jouable sur PC (Windows) sur support DVD,. L'édition limitée est accompagnée d'un guide de 96 pages, d'une carte originale du jeu de cartes à collectionner Lycèe Trading Card Game et d'une pochette originale. Une démo gratuite de Futari no Elder est téléchargeable sur le site officiel du jeu. La version standard est éditée le 30 juillet 2010. La situation et les personnages de Sakura no Sono no Étoile, un roman écrit par le scénariste d'Otoboku comme une suite à l'histoire de Takako, apparaissent dans Futari no Elder. De plus, la date de parution du 30 juin coïncide avec le jour du scrutin de la soixante-quinzième sœur aînée dans l'histoire. Une version PlayStation Portable intitulée Otome wa Boku ni Koishiteru Portable: Futari no Elder est éditée le 28 avril 2011 par Alchemist,,. Une version PSP téléchargeable via le PlayStation Store est éditée par Alchemist le 1er décembre 2011.
Otome wa boku ni koishiteru: Futari no Elder est écrit depuis le point de vue du personnage principal Chihaya Kisakinomiya et du personnage secondaire Kaoruko Nanahara. L'intrigue débute environ deux ans après que Mizuho ait obtenu son diplôme. Le personnage principal Chihaya Mikado était un élève absentéiste à cause de harcèlements et est méfiant envers les hommes. Sa mère, ne pouvant plus supporter de le voir en difficulté, décide alors de le transférer dans l'école où elle était lycéenne, Seio Girls' Academy. Il s'habille comme une fille et se présente sous le nom de Chihaya Kisakinomiya. Chihaya rencontre un autre protagoniste nommé Kaoruko Nanahara, qui le sauve d'un playboy, et commence à vivre dans le dortoir. Il devient également populaire grâce à sa beauté et ses bonnes notes. Lors de la 75e élection des aînés, il y a quatre finalistes ; Hatsune Minase remet ses votes à Kaoruko et Makiyo Shingyouji remet ses votes à Chihaya. Chihaya et Kaoruko sont donc à égalité avec 368 voix chacun. Bien qu'un candidat aurait normalement dû avoir 75 % des voix ou plus pour devenir l'aînée, Hatsune, en tant que présidente du conseil des élèves, propose que Chihaya et Kaoruko deviennent les aînés ; la motion est adoptée à l'unanimité. C'est la première fois qu'il y a deux aînés dans l'histoire de l'Académie des filles Seio.
Dans Futari no Elder, le joueur incarne le rôle du personnage principal Chihaya Kisakinomiya ainsi que du personnage secondaire Kaoruko Nanahara. Il existe six chemins principaux sur lesquels le joueur peut s'engager, un pour chaque héroïne de l'histoire. La version non censurée comporte des scènes à caractère sexuel représentant des rapports sexuels entre Chihaya et la fille choisie. Le gameplay de la version PSP est modifié : tout le contenu sexuel est absent et les scénarios d'Utano Sasou et Kaori Kamichika figurant dans la version Windows ont disparu. En contrepartie, cette dernière contient les nouveaux scénarios de You Kashiwagi et Hatsune Minase,. Il existe trois épisodes annexes supplémentaires dans la version Windows de Futari no Elder.
Otome wa boku ni koishiteru: Futari no Elder est développé par la même équipe. Il se classe deuxième en termes de ventes de jeux sur PC au Japon en juin 2010.

#### Otome wa Boku ni Koishiteru: Trinkle Stars
Le troisième jeu de la franchise, Otome wa Boku ni Koishiteru: Trinkle Stars, est commercialisé le 23 février 2018. Il est jouable sur les ordinateurs Windows via un support DVD.

### Romans
Deux romans basés sur le jeu original, écrits par Saki Murakami, sont publiés au Japon par Paradigm en juin et août 2005,. Le premier, Toraware no Himegimi: Sion-hen (囚われの姫君～紫苑編～, Imprisoned Princess: Sion Chapter), se concentre sur Sion tandis que le second, Tomadou Juliet: Takako-hen (とまどうジュリエット～貴子編～, Perplexed Juliet: Takako Chapter), se focalise sur Takako. Les deux œuvres contiennent du contenu érotique. Un volume unique intitulé Otome wa boku ni koishiteru rédigé par Chihiro Minagawa avec des illustrations d'Ume Aoi est publié par Jive en août 2005. Il se concentre sur le scénario de Takako. Le scénario de Sion est adapté sur IPhone en tant qu'e-book entre le 29 mars et le 4 juin 2010 par DML,. Un roman dōjin semi-officiel, Sakura no Sono no Étoile (櫻の園のエトワール), est écrit par Aya Takaya et comporte des illustrations de Norita, qui sont respectivement le scénariste et l'artiste du jeu original. Le roman contient deux histoires courtes constituant une suite du scénario de Takako, et où Kana et Yukari ont des petites sœurs. L'édition révisée et complétée du roman dōjin est publiée comme un roman officiel par Enterbrain le 25 décembre 2007.
Trois volumes non érotiques fondés sur Futari no Elder sont écrits par Tasuku Saiga et publiés par Paradigm entre le 30 septembre 2010 et le 19 janvier 2011,,. Le premier volume se concentre sur Kaoruko Nanahara, le second autour de Kaori Kamichika et le troisième autour d'Utano Sasou. Un volume unique rédigé par Reiji Mai et intitulé Knight no Kimi no Love Romance (騎士の君のラブロマンス) est publié par Kill Time Communication le 3 décembre 2010. Ces quatre volumes contiennent du contenu érotique. Trois volumes écrits par Aya Takaya sont publiés par SoftBank Creative entre le 15 décembre 2010 et le 15 janvier 2012. Le premier volume intitulé Futari no Elder (二人のエルダー) relate les évènements jusqu'à l'élection comme aînés de Chihaya Kisakinomiya et Kaoruko Nanahara ; le second intitulé Madogoshi no Ihōjin (窓越しの異邦人) raconte l'histoire jusqu'à la fin du premier trimestre en se concentrant principalement sur Kaoruko Nanahara, You Kashiwagi et Hatsune Minase ; enfin, le troisième volume intitulé Kin no Ori, Ibara no Torikago (黄金の檻 荊の鳥籠) décrit l'histoire des vacances d'été et de septembre, en se concentrant principalement sur Awayuki Reizei et Utano Sasou. Cinq romans non érotiques sont publiés par Multi Bunko entre le 30 juin 2011 et le 29 mars 2012 : trois volumes écrits par Tasuku Saiga sont centrés sur Utano Sasou, Fumi Watarai et Awayuki Reizei ; un volume rédigé par Ricotta se concentre sur Kaoruko Nanahara et un volume rédigé par Mitsuru Iiyama ne dépend pas du scénario d'une héroïne.

### Manga
Une adaptation en manga, illustrée par Kanao Araki, est sérialisée par ASCII Media Works dans le magazine Dengeki Daioh entre novembre 2006 et août 2008 au Japon,. Deux volumes tankōbon sont parus dans Dengeki Comics de ASCII Media Works, respectivement le 27 août 2007 et le 27 septembre 2008,. Un manga yonkoma est publié par Enterbrain sous forme de douze périodiques de bandes dessinées parus entre le 26 mars 2007 et le 25 mars 2009.
Une adaptation en manga de Futari no Elder, illustrée par Akuru Uira, est sérialisée entre les numéros de juillet 2010 et février 2012 de Monthly Comp Ace (Kadokawa Shoten). Trois volumes sont édités entre le 26 novembre 2010 et le 26 janvier 2012,. Trois volumes yonkoma de Futari no Elder sont publiés par Enterbrain entre le 26 septembre 2010 et le 29 janvier 2011,. Deux périodiques de bandes dessinées sont édités par Ichijinsha entre le 25 octobre et le 25 novembre 2010,.

### Émission de radio sur Internet
Une émission de radio sur Internet, destinée à promouvoir la série d'anime, est diffusée entre le 5 octobre 2006 et le 27 mars 2008, elle est appelée Seio Girls' Academy Broadcasting Station (聖應女学院放送局, Seiō Jogakuin Hōsōkyoku). Produite par Animate, elle est diffusée tous les jeudis et animée par Miyu Matsuki et Yūko Gotō qui ont respectivement interprété Sion Jujo et Ichiko Takashima dans l'anime. Le programme est divisé en treize parties qui correspondent à la vie normale des personnages dans l'histoire, et 74 épisodes sont produits. Plusieurs personnes ont été invitées dans l'émission, notamment Chiaki Takahashi (interprète de Takako Itsukushima) dans les épisodes six et sept, Akemi Kanda (jouant Kana Suoin)  dans les épisodes onze et douze, Ayano Matsumoto (jouant Yukari Kamioka) dans les épisodes quinze et seize, et Madoka Kimura (interprétant Yukari Kimie Sugawara) dans les épisodes dix-neuf et vingt. Les épisodes de la webradio sont commercialisés sur quatre CD édités entre le 9 mai 2007 et le 6 février 2008.

### Anime
Un anime de douze épisodes est produit par feel. et diffusé au Japon entre octobre et décembre 2006 sur plusieurs réseaux UHF, incluant TV Kanagawa et Chiba TV. L’œuvre est produite par Munenori Nawa et écrite par Katsumi Hasegawa. Les personnages sont dessinés par Noriko Shimazawa, en se basant sur le concept original de Norita. Les épisodes sont édités sur quatre compilations de DVD mises en vente au Japon en éditions limitées et régulières. Un épisode unique est édité sous forme d'OAV sur le dernier DVD en édition limitée le 4 avril 2007. Media Blasters édite la série, incluant l'OAV, sous forme de trois DVD sous-titrés en anglais entre le 24 juin et le 7 octobre 2008 sous le titre Otoboku: Maidens Are Falling For Me !,,,.
Une adaptation en OAV de trois épisodes de Futari no Elder indépendante de la première saison est produite par le studio d'animation Silver Link, dirigée par Shin'ya Kawatsura et écrite par Michiko Yokote,. Les caractéristiques de conception des personnages de Keiichi Sano sont basées sur le concept original de Norita. Les épisodes sont édités sur trois disques Blu-ray/DVD entre le 29 août et le 24 octobre 2012,.

#### Doublage
| Personnages        | Voix japonaises  |
| ------------------ | ---------------- |
| Mizuho Miyanokouji | Yui Horie        |
| Kana Suouin        | Akemi Kanda      |
| Yukari Kamioka     | Ayano Matsumoto  |
| Takako Itsukushima | Chiaki Takahashi |
| Mariya Mikado      | Masumi Asano     |
| Shion Jyuujyou     | Miyu Matsuki     |
| Ichiko Takashima   | Yūko Gotō        |

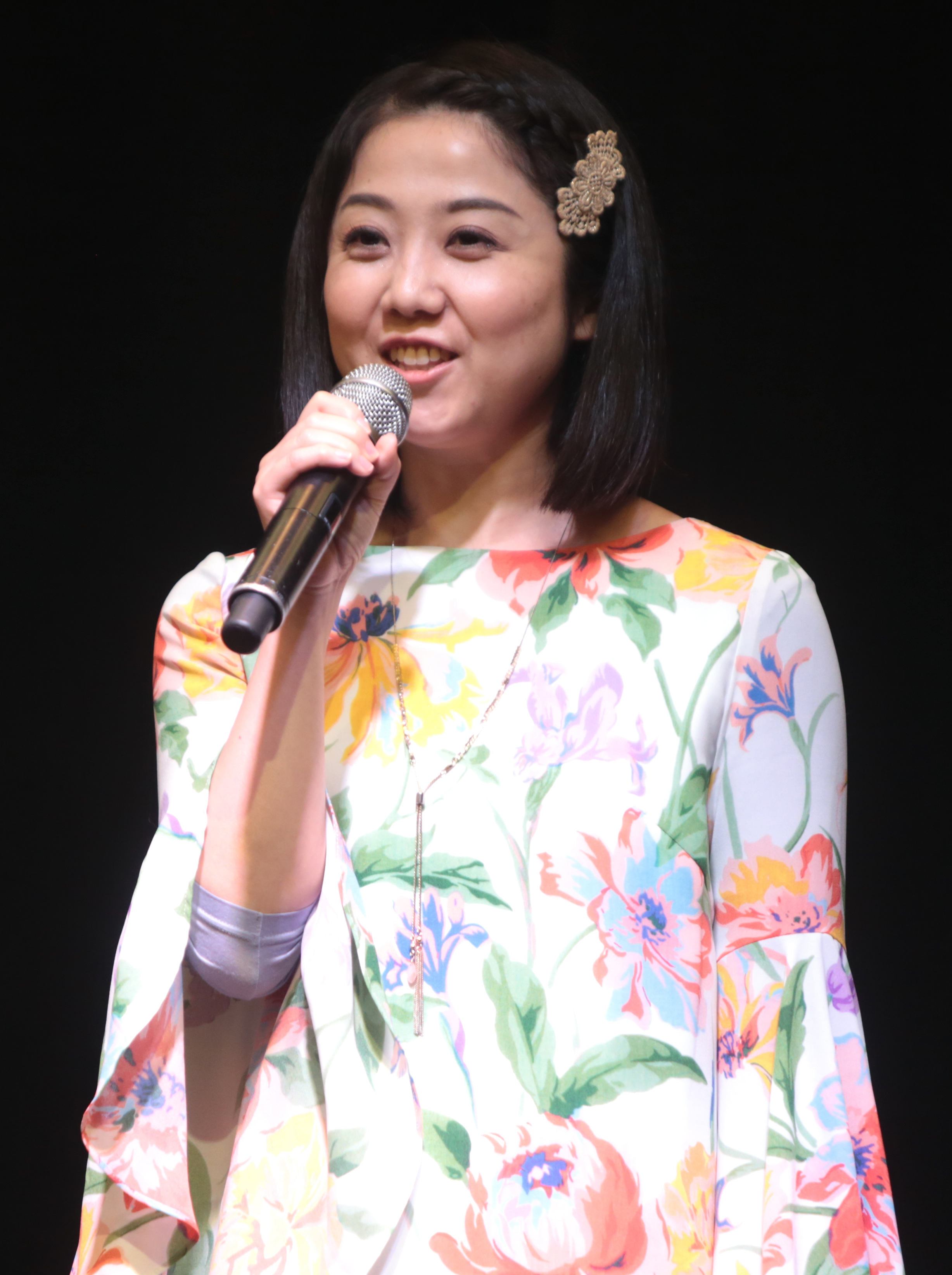
Akemi Kanda, la doubleuse de Kana Suouin.

L'anime est doublé par Yui Horie dans le rôle de Mizuho Miyanokouji, Akemi Kanda incarne Kana Suouin, Ayano Matsumoto tient le rôle de Yukari Kamioka, Chiaki Takahashi joue Takako Itsukushima, Masumi Asano incarne Mikado, Miyu Matsuki interprète Shion Jyuujyou et Yūko Gotō joue Ichiko Takashima.
L'adaptation de Futari no Elder est doublée par Yu Shimamura dans le rôle de Chihaya Kisakinomiya, Eri Kitamura incarne Kaoruko Nanahara, Ayana Taketatsu interprète Kaori Kamichika, Hisako Kanemoto joue Awayuki Reizei, Mana Hirata incarne Yū Kashiwagi, Megumi Takamoto tient le rôle de Kayleigh Glanzelius et Risa Kayama incarne Hatsune Minase.

#### Critiques
L'anime adapté d’Otoboku est négativement critiqué sur Anime News Network, où le premier volume DVD est qualifié de « cruellement peu inspiré », dans lequel s'opère « par la suite une longue chute dans l'enfer du périple douloureux d'écolières, dont même l'humour ou les histoires d'amour ne parviennent à masquer la souffrance [de regarder l'anime] ». Les écolières évoluent dans un cadre catholique identique à ceux des light novel Maria-sama ga miteru et Strawberry Panic!, qui sert « simplement en tant que plaisir visuel ». Concernant le second volume, Kimlinger considère que la faiblesse de l'intrigue, péchant par le manque d'une réelle orientation, n'est que légèrement plus tolérable que celle du premier volume. De plus, Kimlinger relève des « excentricités odieuses et de sérieuses lacunes techniques ».
Ces deux volumes DVD sont également critiqués par Mania Entertainment. Chris Beveridge analyse le premier volume et juge que certains passages lui rappellent ceux « de Princess Princess, notamment certains moments au sujet du statut d'Elder. Cela rappelle même Strawberry Panic sur cet aspect. ». Selon lui, la série mise « tout sur le facteur moe, ce qui crée une atmosphère propice à faire apprécier les personnages, poussant à se soucier d'eux et à apprécier leurs interactions. Cet axe est efficace, même si l'accroche n'est pas incroyable ». Beveridge qualifie le deuxième volume de « très prévisible et fade », « un aspect plaisant, mais totalement négligeable ». Il rajoute que « les personnages sont tous agréables, bien conçus et avec des personnalités relativement intéressantes, qui auraient pu apporter plus sans toutefois y arriver. ».

### Musique et CD audio

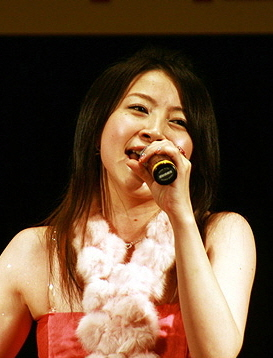
Aki Misato, la chanteuse du thème de fin de la version Windows de Futari no Elder.

Le visual novel Otome wa boku ni koishiteru dispose de trois thèmes musicaux : celui d'ouverture intitulé You Make My Day! par YURIA, de fin nommé Itoshii Kimochi (いとしいきもち) par Yui Sakakibara, et le récurrent (insert song) Sayonara no Sasayaki (さよならの囁き) par Sakakibara. La bande-son originale du jeu intitulée Maiden's Rest est publiée au Japon le 25 février 2005 par Digiturbo. Le visual novel Futari no Elder possède quatre chansons thématiques : une d'ouverture, une de fin et deux insert song. Dans la version Windows de Futari no Elder, le thème d'ouverture est Underhanded Girl (アンダーハンデッド・ガール) par Yuria et celui de fin est Hidamari no Naka e (陽だまりの中へ) par Aki Misato. Dans la version PlayStation Portable, le thème d'ouverture est Crystal Wish de Miyuki Hashimoto et celui de fin est Tamerai, Fuwari (ためらい、ふわり。) de Shiori. Les insert song, chantées par Sakakibara, sont Utsuriyuku Hana no Yōni (移りゆく花のように) et Kimi no Mama de (君のままで). Un album contenant les chansons du thème de la version Windows de Futari no Elder est édité le 26 mai 2010 par Lantis. Un single contenant les chansons du thème de la version PSP de Futari no Elder est édité le 27 avril 2011 par Lantis.
Deux singles des thèmes d'ouverture et de fin de l'adaptation en anime sont édités. Le premier intitulé Love Power d'Aice5 contient le thème d'ouverture du même nom. L'autre single intitulé Again de Yui Sakakibara contient le thème de fin intitulé Beautiful Day. La piste de la face A de ce single intitulé Again est utilisée comme une chanson d'ouverture dans l'épisode onze. Les deux œuvres sont mises en vente le 25 octobre 2006 par King Records,,. La bande originale de l'anime est diffusée le 22 novembre 2006 par King Records. Trois character versions d'image song sont chantées par les seiyū de l'adaptation en anime. Le premier album est de Yui Horie qui joue Mizuho Miyanokouji, Miyu Matsuki qui interprète Sion, Jujo et Masumi Asano dans le rôle de Mariya Mikado. Le second album met en valeur Ayano Matsumoto jouant Yukari Kamioka, Akemi Kanda interprétant Kana Suoin et Yūko Gotō dans le rôle de Ichiko Takashima. Le troisième album est enregistré par Chiaki Takahashi qui incarne Takako Itsukushima, Madoka Kimura qui incarne Kimie Sugawara et Yui Sakakibara dans le rôle de Hisako Kajiura. Ces CD sont diffusés entre le 26 juillet et le 21 septembre 2006,.
Sept séries radiophoniques basées sur Otoboku sont également produites. Le premier est basé sur le visual novel et est diffusé le 22 septembre 2005. Quatre autres séries radiophoniques basées sur l'adaptation en anime sont produites entre le 25 octobre 2006 et le 11 avril 2007,. Une autre basée sur le roman Sakura no Sono no Étoile est distribuée le 29 janvier 2010. Le dernier est basé sur un épisode spécial contenu dans le fan disc Caramel Box Yarukibako avec les seiyū de l'adaptation en anime diffusé le 29 janvier 2010.